# Světový pohár v biatlonu 2023/2024 – Ruhpolding
5. podnik Světového poháru v biatlonu v sezóně 2023/2024 se konal od 10. do 14. ledna 2024 na biatlonovém stadiónu Chiemgau-Arena v německém Ruhpoldingu. Na programu podniku byly sprinty, stíhací závody a ženské a mužské štafety.
Naposledy se v Ruhpoldingu závodilo v lednu 2023.

## Program závodů
Oficiální program:
| Datum     | Disciplína           | Začátek (SEČ) | Počet závodníků |
| --------- | -------------------- | ------------- | --------------- |
| 10. ledna | Štafeta (ženy)       | 14:30         | 19 týmů         |
| 11. ledna | Štafeta (muži)       | 14:30         | 23 týmů         |
| 12. ledna | Sprint (ženy)        | 14:30         | 96              |
| 13. ledna | Sprint (muži)        | 14:30         | 104             |
| 14. ledna | Stíhací závod (ženy) | 12:30         | 58              |
| 14. ledna | Stíhací závod (muži) | 14:45         | 56              |

## Průběh závodů

### Štafety
Program závodů v Německu začínal netradičně štafetami. Jelo se za slunečného počasí a při slabém větru, takže se na střelnici málo chybovalo. Po první předávce se do malého náskoku dostala Itálie, ale pak se rozdíly na čele závodu opět smazaly a od páté střelby vedlo zásluhou Franzisky Preussové Německo těsně před Švédskem a Francií. Za ni nastoupila na poslední úsek Julia Simonová, která střílela jen s jednou chybou a jela rychleji. Z poslední střelby odjížděla s téměř čtvrtminutovým náskokem před Švédkou Elvirou Öbergovou. Tak sice v posledním kole dokázala zrychlit, ale Simonovou už nepředjela, a tak francouzské biatlonistky zvítězily, stejně jako tři dny před tím v Oberhofu. Překvapením byl výsledek norské štafety: Marit Skoganová musela na prvním úseku na dvě trestná kola a klesla až na 17. místo. Její kolegyně pak střílely mnohem lépe, ale dokázaly norskou štafetu posunout jen na konečnou desátou pozici.

Český tým jel ve stejném složení jako v Oberhofu, trenéři změnili pouze pořadí na druhém a třetím úseku. Závod zahajovala Tereza Voborníková, která nezasáhla dva terče při střelbě vleže. Lucii Charvátové předávala na čtvrtém místě. Ta sice udělala také jen dvě střelecké chyby a běžela rychle, ale střílela pomaleji, a tak klesla na osmou pozici. Tu nevylepšila ani Markéta Davidová, která při střelbě vstoje potřebovala všechny tři náhradní náboje a poslední ránu několikrát odkládala; na trestné kolo však nemusela. Jessica Jislová přebírala štafetu se ztrátou 40 vteřin na sedmé Rakousko. Udělala jen jednu chybu při střelbě vstoje a v posledním kole dokázala předjet unavenou Rakušanku Dunju Zdoucovou, přestože po poslední střelbě odjížděla půl minuty za ní.
Mužské štafety byly zpočátku velmi vyrovnané – v první skupině se udržovalo až šest týmů – ale pořadí bylo překvapivé: po třetí střelbě jely v čele štafety Kazachstánu a USA. Při druhé předávce se však už dostaly na první místa němečtí, francouzští a norští biatlonisté. O vítězi se rozhodlo při šesté střelbě, kdy Tarjei Bø zasáhl všechny terče, ale Francouz Fabien Claude musel na jedno trestné kolo a Benedikt Doll z Německa na dvě. Norové tak s náskokem zvítězili; pro druhém místo si dojeli Němci zásluhou Phillipa Nawratha na posledním úseku. Francii pak předstihli v posledním kole Italové zásluhou rychlého běhu Tommaso Giacomela.

Tomáš Mikyska na prvním českém úseku musel dobíjet jen jeden náboj při střelbě vstoje, ale protože i většina ostatních štafet střílela dobře, předával na 11. pozici. Michal Krčmář na druhém úseku chyboval celkem třikrát, ale díky rychlejšímu běhu se posunul na osmé místo. Jonáš Mareček pak běžel také rychle (dosáhl druhého nejlepšího času na svém úseku), ale po střelbě vstoje musel na trestné kolo a pozici nevylepšil. Poslední úsek jel – stejně jako při minulé štafetě – Vít Hornig, který stejně jako minule zastřílel obě položky bezchybně. Předjel jej však Švéd Sebastian Samuelsson, jehož štafeta se z 20. místa v polovině závodu propracovávala dopředu. Český tým tak skončil devátý.

### Sprinty
Mezi prvními startovala Norka Ingrid Landmark Tandrevoldová. Zastřílela obě položky bezchybně a v cíli se udržovala průběžně na prvním místě. Za ní se zařadila Švédka Elvira Öbergová se dvěma chybami, kterou však brzy předjela čistě střílející Francouzka Lou Jeanmonnotová a Italka Lisa Vittozziová. Tandrevoldová se stále udržovala v čele. Pak startovala Švédka Mona Brorssonová, která také sestřelila všechny terče a do posledního kola vyjížděla se ztrátou necelých deset vteřin na Norku. V něm však už jela pomaleji, přesto dokázala dojet vteřinu před Italkou na druhém místě.

Z Češek se závod střelecky vydařil Tereze Voborníkové, která neudělala ani jednu chybu, ale vinou pomalejšího běhu dojela na 19. místě. Dvě pozice za ní skončila Jessica Jislová s jedním nezasaženým terčem. Markéta Davidová jela nejpomaleji z českých biatlonistek a s dvěma střeleckými chybami skončila na 46. místě. Mezi posledním startovala Lucie Charvátová, která vleže sestřelila všechny terče a na mezičasech se průběžně posunula na šestou pozici. Vstoje sice jednou chybovala, ale dokázala stále jet velmi rychle a dojela osmá, což byl její nejlepší výsledek ve světovém poháru od roku 2019. „Měla jsem zatmění. Od začátku jsem jela rychle, bála jsem se, že jsem to přepálila. Trochu jsem kontrolovala tepy před střelbou. To jsem ještě pohlídala a v posledním kole jsem jela, seč mi síly stačily,“ uvedla v rozhovoru pro Českou televizi.
Při sprintu mužů vál opět jen slabý vítr, přesto mnoho favoritů na střelnici chybovalo. Johannes Thingnes Bø udělal jednu chybu při střelbě vleže, ale jel pomaleji. Do cíle dojel průběžně první, ale brzy se před něj začali dostávat další závodníci: nejdříve jeho bratr Tarjei a pak Ital Tommaso Giacomel. Další Nor Vetle Sjåstad Christiansen zastřílel obě položky čistě a do posledního kola odjížděl s odstupem čtvrt minuty před Italem. Tento náskok udržel a v cíli byl průběžně první. Stejně čistě střílel i Francouz Émilien Jacquelin, který měl po druhé střelbě náskok pět vteřin před Christiansenem. V posledním kole však zpomaloval a dojel do cíle čtvrtý. Zvítězil tak Christiansen před Giacomelem a Tarjeim Bø.

Čeští reprezentanti jeli pomaleji (Jonáš Mareček to po závodě komentoval slovy „Ještě se budu muset poradit se servisem, jak to bylo s lyžemi, protože s tím si nejsem úplně jistý“). Michal Krčmář startoval hned jako druhý, udělal jednu chybu při střelbě vleže a dojel na 29. pozici. Mareček se dvěma střeleckými omyly a Vít Hornig s jedním skončili na 49. a 58. místě. Do stíhacího závodu nepostoupil jen Jakub Štvrtecký z 79. pozice. Nestartoval Tomáš Mikyska, který se podle televizních komentátorů omluvil kvůli velkém vytížení po jeho rehabilitaci.

### Stíhací závody
V závodě žen si udržovala svůj náskok ze sprintu Norka Ingrid Landmark Tandrevoldová. Střelby vleže zvládla bezchybně a vedla o více než půl minuty. Při první položce vstoje nezasáhla jeden terč; přesto z ní odjížděla stále první, ale už jen o pět vteřin před Italkou Lisou Vittozziovou a svou krajankou Juni Arnekleivovou. Na poslední střelbu přijížděly tyto tři biatlonistky společně a všechny zde zastřílely čistě. V posledním kola se do čela dostala Vitozová, které se udržela jen Tandervoldová. Těsně před cílem se Norka snažila nastoupit, ale Italka jela stále rychle a tak Tandervoldová sice skončila druhá, ale posunula se do čela průběžného pořadí světového poháru. Arnekleivová si třetí pozici udržela s více než dvacetivteřinovým náskokem před Francouzkou Lou Jeanmonnotovou.

Lucie Charvátová střílela vleže bezchybně a v průběhu třetího kola se posunula až na druhé místo. Při třetí střelecké položce udělala jednu chybu, stále však jela rychle a na poslední střelbu přijížděla osmá. Zde však zasáhla jen jeden terč z pěti a klesla na výsledné 25. místo. „V cíli jsem zjistila, že to byly tři kalibry a jedna rána do centimetru, takže ani mi to nepřijde, že by to byla tak hrozná položka, a ta udělala ten výsledek, který vlastně teď už není dobrý,“ řekla v cíli. Lépe se dařilo Markétě Davidové, která sestřelila všech 20 terčů a díky čtvrtému nejrychlejšímu běžeckému času se posunula o 35 pozic dopředu na 11. místo v cíli. „Dnes fakt jenom čumim, čeho jsem schopná,“ komentovala svůj výkon v cíli. „Dneska si to prostě sedlo, i na trati jsem se cítila lépe než v předchozích závodech. Podařilo se mi udržet koncentraci.“ Tereza Voborníková a Jessica Jislová si oproti startovním pozicím mírně pohoršily: Voborníková s jednou chybou dojela na 16. místě a Jislová s třemi nesestřelenými terči o devět pozic za ní.
Stíhací závod mužů se zpočátku vyvíjel podobně jako předcházející závod žen. Vítěz sprintu Vetle Sjåstad Christiansen udělal svoji první chybu až při střelbě vstoje a udržoval si odstup kolem 20 vteřin. Na poslední střelbu přijížděl s tímto náskokem před svým krajanem Tarjeim Bø. Oba však nezasáhli dva terče, a tak Christiansena dostihli Johannes Thingnes Bø, Němec Justus Strelow, další Nor Johannes Dale-Skjevdal a Francouz Émilien Jacquelin, kteří zde stříleli bezchybně. V tomto pořadí odjížděli do posledního kola v rozmezí jen tří vteřin. Ze skupiny odpadl nejdříve Strelow a pak i Jacquelin. V posledním stoupání výrazně zrychlil Dale-Skjevdal a s dvouvteřinovým náskokem dojel do cíle první. Druhý do cílové roviny najížděl Christiansen, Johannes Bø jej stíhal, ale už nepředjel. Popáté tak v tomto ročníku světového poháru stáli na stupních vítězů pouze norští biatlonisté.

Z českých reprezentantů byl nejlepší čtyřicátý Vít Hornig, který udělal jen jednu chybu při střelbě vleže, ale běžel pomaleji. Získal tak svůj první bod ve světovém poháru v kariéře. O málo rychleji jel i střílel Jonáš Mareček, který však nezasáhl celkem dva terče a dojel o dvě pozice za Hornigem. Michal Krčmář chyboval při střelbách vleže celkem čtyřikrát a udržoval se pak kolem 48. místa. V posledním kole ještě zpomalil (dosáhl nejhoršího běžeckého času) a v cíli klesl ještě o tři místa. V cíli pak přiznal zdravotní problémy: „Málem jsem nedojel závod, bolela mě záda a bedra, nemohl jsem jít pořádně do vajíčka. Každá změna polohy ve sjezdovém postoji a nahoru mě hrozně bolela.“

## Umístění na stupních vítězů

### Muži
| Disciplína              | První místo                                                                            | Výkon                                                     | Druhé místo                                                       | Výkon                                                     | Třetí místo                                                | Výkon                                                     |
| Sprint (10 km)          | Vetle Sjåstad Christiansen                                                             | 22:27,2 (0+0)                                             | Tommaso Giacomel                                                  | 22:44,1 (1+0)                                             | Tarjei Bø                                                  | 22:47,3 (0+0)                                             |
| Stíhací závod (12,5 km) | Johannes Dale-Skjevdal                                                                 | 30:38,0 (0+0+2+0)                                         | Vetle Sjåstad Christiansen                                        | 30:39,7 (0+0+1+2)                                         | Johannes Thingnes Bø                                       | 30:40,4 (1+0+1+0)                                         |
| Štafeta (4×7,5 km)      | NorskoSturla Holm Laegreid Johannes Dale-Skjevdal Tarjei Bø Vetle Sjåstad Christiansen | 1:09:49,6 (0+1) (0+1) (0+0) (0+3) (0+0) (0+0) (0+2) (0+1) | NěmeckoJustus Strelow Johannes Kühn Benedikt Doll Philipp Nawrath | 1:10:34,6 (0+1) (0+0) (0+0) (0+1) (0+0) (2+3) (0+1) (0+1) | ItálieElia Zeni Didier Bionaz Lukas Hofer Tommaso Giacomel | 1:10:48,3 (0+2) (0+2) (0+1) (0+2) (0+1) (0+0) (0+1) (0+1) |

### Ženy
| Disciplína            | První místo                                                                  | Výkon                                         | Druhé místo                                                               | Výkon                                         | Třetí místo                                                                                | Výkon                                         |
| Sprint (7,5 km)       | Ingrid Landmark Tandrevoldová                                                | 19:25,4 (0+0)                                 | Mona Brorssonová                                                          | 19:43,6 (0+0)                                 | Lisa Vittozziová                                                                           | 19:44,4 (0+0)                                 |
| Stíhací závod (10 km) | Lisa Vittozziová                                                             | 30:30,7 (1+0+0+0)                             | Ingrid Landmark Tandrevoldová                                             | 30:31,4 (1+0+0+0)                             | Juni Arnekleivová                                                                          | 30:39,8 (0+0+0+0)                             |
| Štafeta (4×6 km)      | FrancieLou Jeanmonnotová Jeanne Richardová Sophie Chauveauová Julia Simonová | 1:08:44,5 (0+2) (0+2) (0+1) (0+0) (0+0) (0+1) | ŠvédskoAnna Magnussonová Linn Perssonová Mona Brorssonová Elvira Öbergová | 1:08:53,2 (0+3) (0+0) (0+0) (0+0) (0+2) (0+0) | NěmeckoJanina Hettichová-Walzová Sophia Schneiderová Franziska Preussová Hanna Kebingerová | 1:09:31,2 (0+0) (0+2) (0+0) (0+0) (0+3) (0+2) |

## Pořadí zemí
| Pořadí | Země    | 1. místo | 2. místo | 3. místo | Celkově |
| ------ | ------- | -------- | -------- | -------- | ------- |
| 1.     | Norsko  | 4        | 2        | 3        | 9       |
| 2.     | Itálie  | 1        | 1        | 2        | 4       |
| 3.     | Francie | 1        | 0        | 0        | 1       |
| 4.     | Švédsko | 0        | 2        | 0        | 2       |
| 5.     | Německo | 0        | 1        | 1        | 2       |
|        | Celkem  | 6        | 6        | 6        | 18      |